# Площадь Спёй

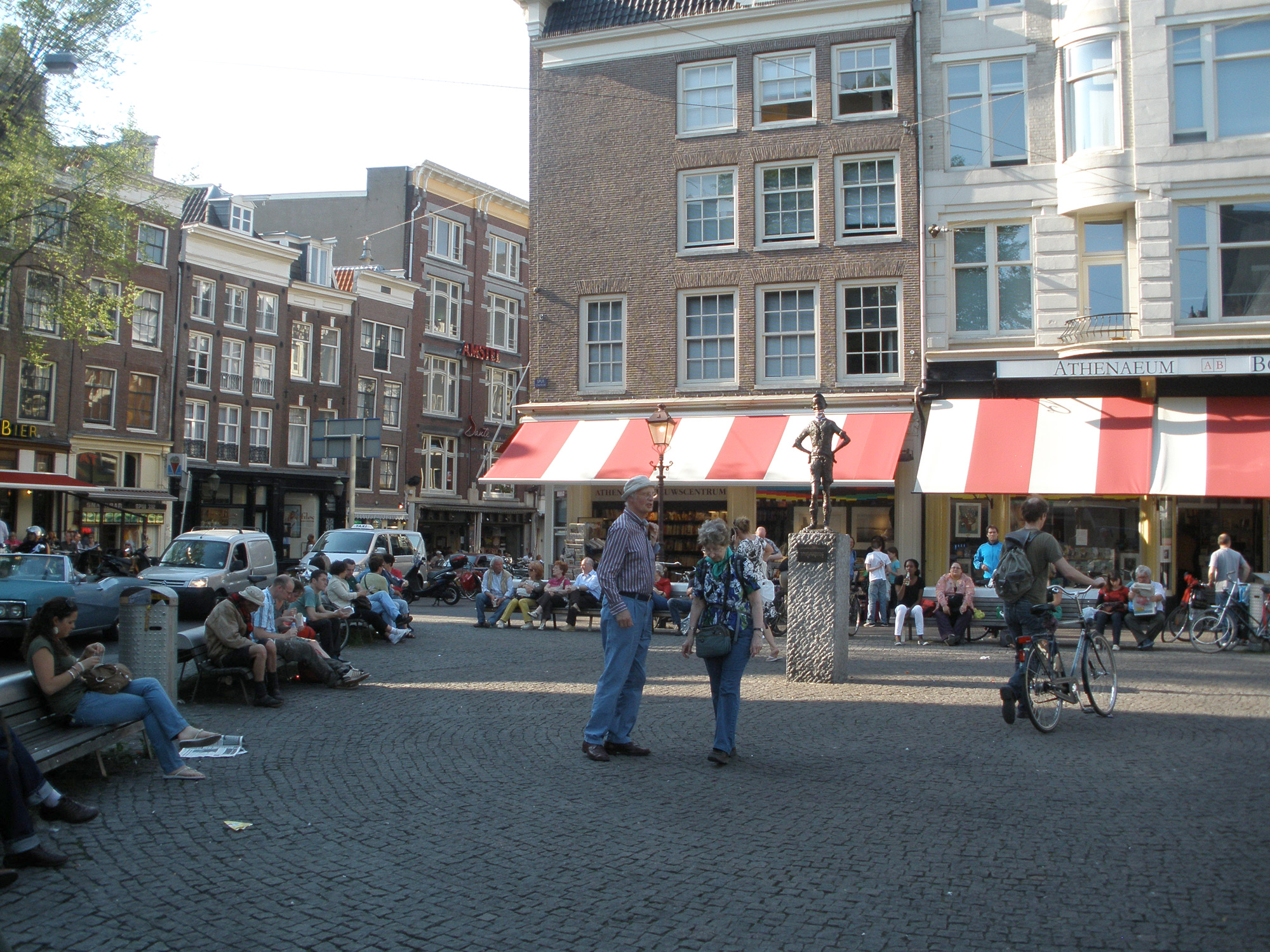
Спёй в наши дни

Площадь Спёй (нидерл. Spui, произносится как "Спау") — одна из площадей в центре Амстердама (Нидерланды). Название площади происходит от водосброса (нидерл. spui), который до 1425 года формировал южную границу города. Когда в Средние века был вырыт канал Сингел, на водоёме возвели новый шлюз, названный Boerenverdriet (букв. Крестьянское горе). В 1882 году водосброс засыпали, на его месте разбили площадь Спёй. В 1996 году площадь обновили и сделали пешеходной зоной.
Площадь Спёй и её окрестности популярны среди книголюбов: каждую пятницу здесь собирается книжный рынок. На площади и около неё расположилось большое число книжных магазинов. По воскресеньям на Спёй проходят художественные ярмарки.
На Спёе стоит небольшая бронзовая статуя уличного мальчишки Het Amsterdamse Lieverdje, символизирующий неунывающих амстердамцев. У площади находится бегейнхоф, Старая лютеранская церковь (Oude Lutherse Kerk), Магденхёйс — главное здание Амстердамского университета, а также здание «Гелиос» в стиле ар-нуво, удостоенное награды на Всемирной выставке 1900 года.

## Галерея

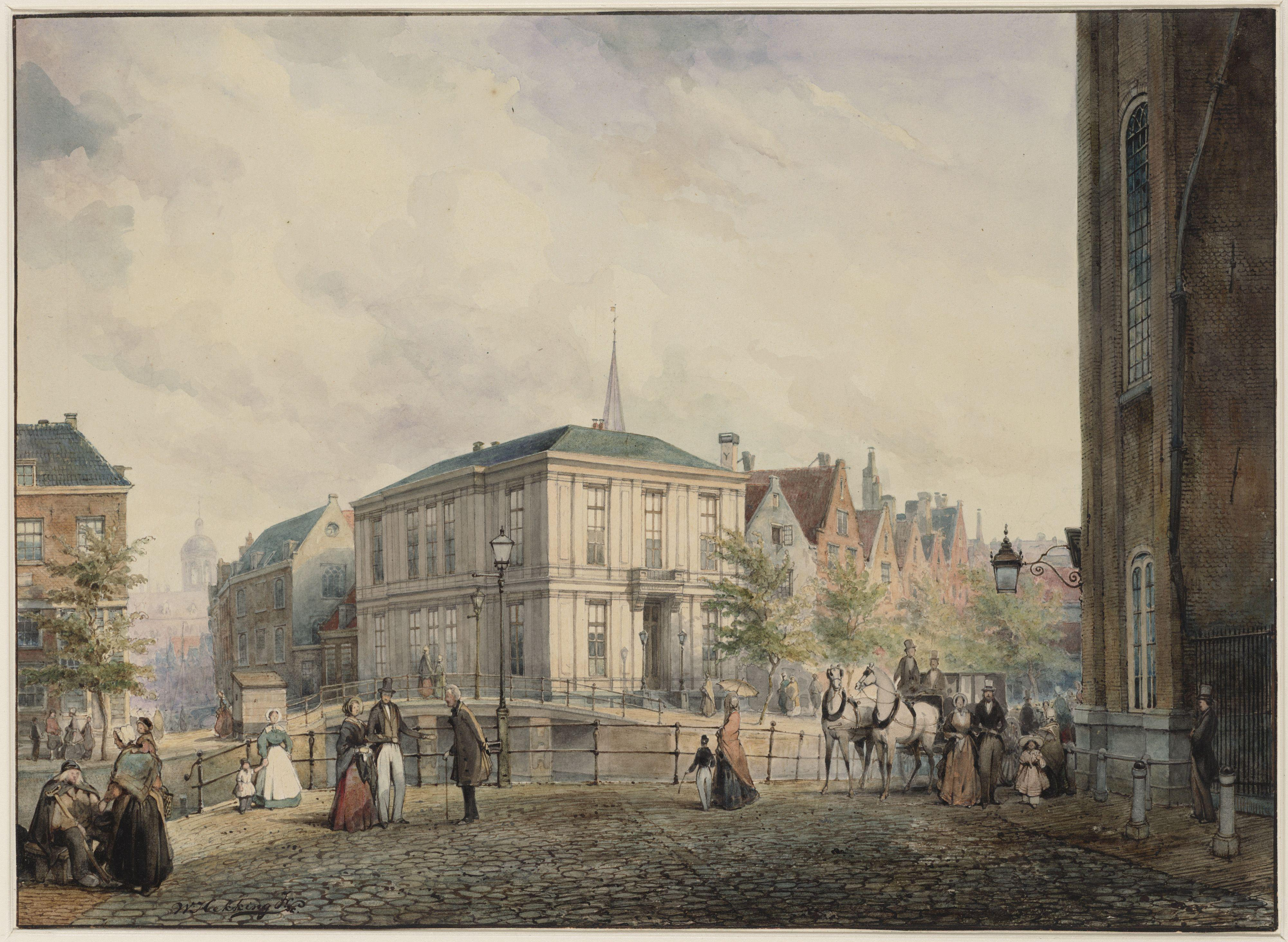
Водосброс (ныне засыпанный, на его месте теперь расположена площадь Спёй). Между 1853—1882
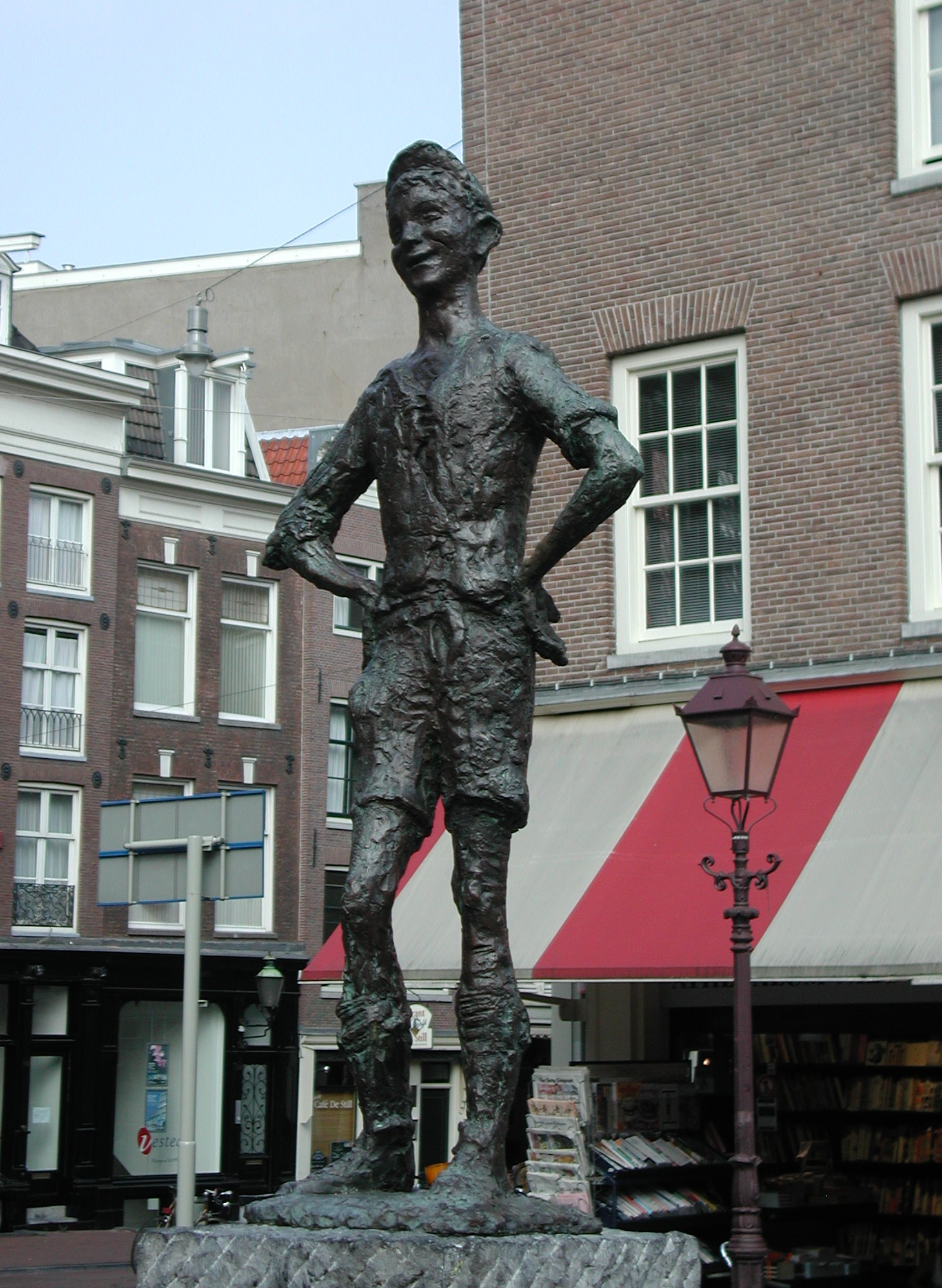
Статуя Het Lieverdje
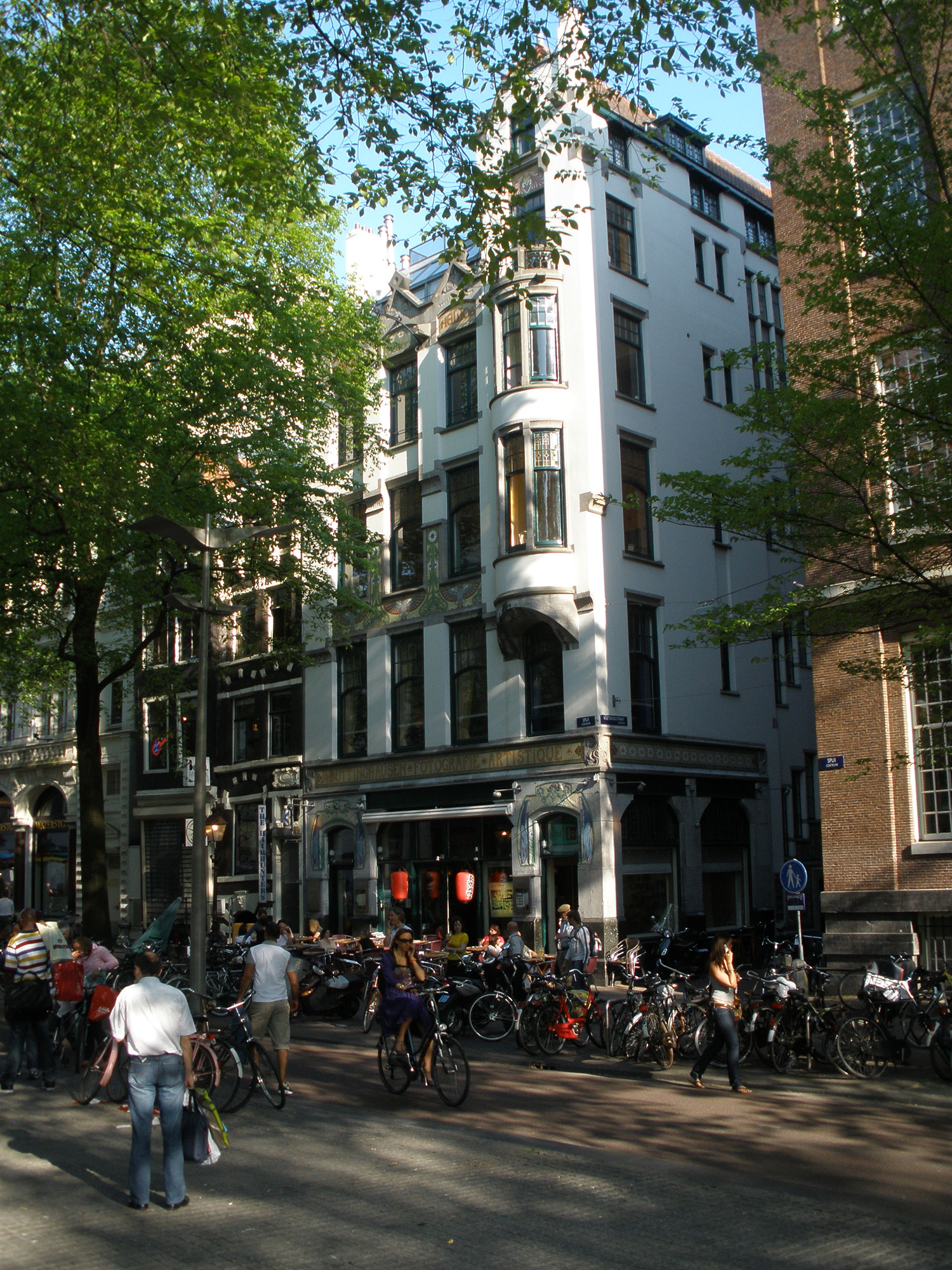
«Гелиос»
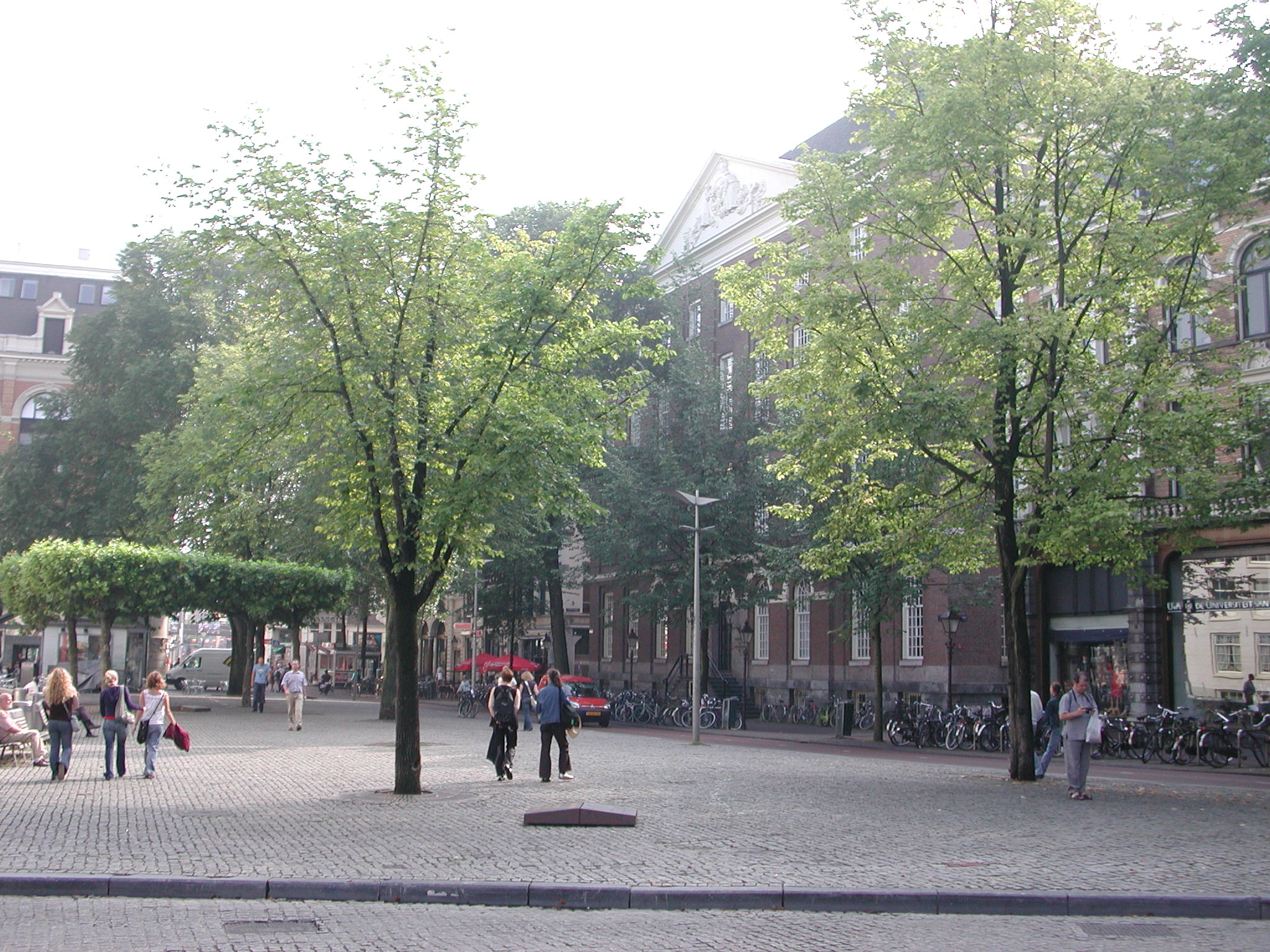
Вид на Магденхёйс